# Castagnou
Le castagnou est un apéritif typiquement ardéchois mélangeant du sirop ou de la liqueur de châtaignes et du vin blanc à raison d'un tiers de liqueur pour deux tiers de vin.

## Composition
Il peut être fait avec un coteaux-de-l'ardèche à base de viognier, côtes-du-vivarais blanc ou un saint-péray tranquille ou mousseux.